# Mănăstirea Portărița
Mănăstirea Portărița din Prilog este o mănăstire ortodoxă de călugări din România, situată pe domeniul satului Prilog, județul Satu Mare, la un kilometru de sat, în apropiere de Mujdeni. Este numită astfel după hramul bisericii mari din complexul mănăstiresc - Maica Domnului Portărița de la Muntele Athos (prima duminică din luna iulie). Pe lângă biserica mare, mănăstirea cuprinde și un paraclis mic de iarnă (în aripa bisericii mari Portărița), cu hramul Adormirea Maicii Domnului, un paraclis de iarnă la etaj, cu hramul Cuvioasa Paraschiva, și un altar de vară, situat în curtea interioară, cu hramul Schimbarea la față.

## Istoric
Este un așezământ monahal ctitorit la sfârșitul secolului 20, în 1992, de părintele arhidiacon Gheorghe Băbuț, care a donat și terenul.

## Construcția
Complexul monahal este situat în câmpie, sub pădurea și dealul Jelesnic. Construcția constă într-un zid de incintă de formă patrulateră, în care pe laturile laterale sunt încorporate cele două biserici, iar pe mijlocul laturii de la intrare este încorporat turnul clopotniță, străpuns de tunelul de intrare. În curtea interioară se află altarul de vară. Bisericile și cele șase chilii sunt pictate. Pictura a fost realizată de Ioan Pop din Prilog, pictor de biserici din Țara Oașului.